# Zilog Z8 Encore!

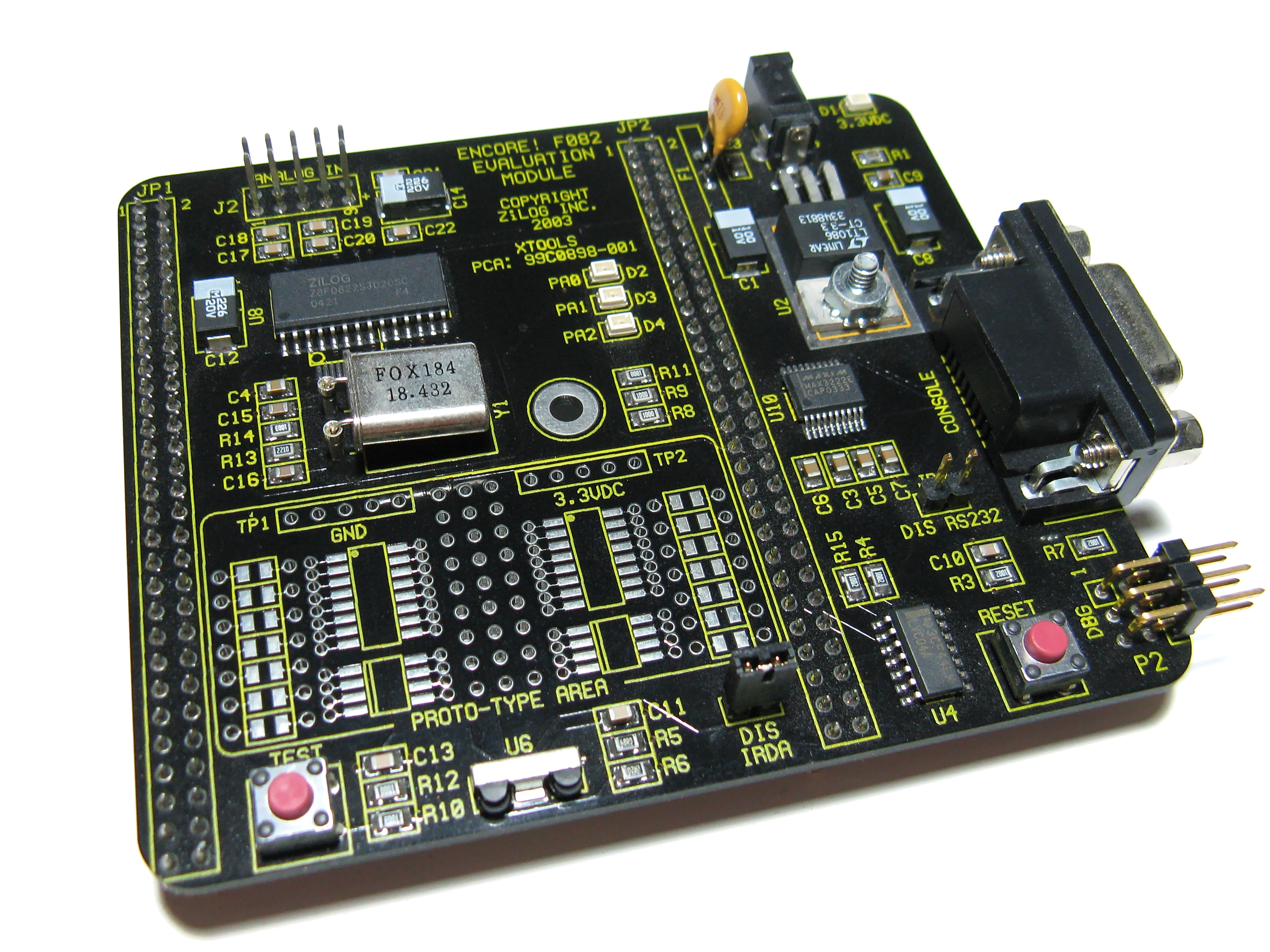
Z8 Encore! Z8F082 fejlesztőkészlet (a Z8F082 csip a kvarckristály mögött látható)

A Zilog Z8 Encore! – magyarul „Z8 Ráadás!” – egy 8 bites, flash-memóriát tartalmazó mikrovezérlő-típus, amely a Zilog Z8 mikrovezérlő-architektúráján alapul.
A Z8 Encore! a lehetőségek széles skáláját kínálja fel a beágyazott rendszerekben történő alkalmazások céljaira. Egyik legfigyelemreméltóbb vonása, hogy három DMA-csatorna használatát engedi meg például három analóg-digitális átalakító (ADC) olvasására.

## Jellemzők
A mikrokontroller jellemzői (modelltől függően):
- Tápfeszültség: 2,7 és 3,6 V között
- 5 V-ig toleráns bemenetek
- 20 MHz órajelű processzor – eZ8 CPU mag
- integrált flash memória, 4, 8 vagy 12 KiB méretben, opcionális ROM kiépítésben
- 1 KiB méretű regisztertár (RAM)
- Opcionálisan 2-, 5- vagy 10 csatornás analóg-digitális átalakító (ADC)
- Kétfajta szinkron soros interfész (I²C és SPI)
- Full-duplex 9 bites UART busz adó-vevő driver engedélyezőjellel
- IrDA előírásnak megfelelő infravörös kódoló-dekódolók
- 2 db. 16 bites időzítő, bemenet-elfogási, összehasonlító és PWM képességekkel
- Paraméterfigyelő időzítő (watch-dog timer, WDT) belső RC oszcillátorral
- 11–19 I/O csatlakozó (tokozástól függően)
- Max. 19 beállítható prioritású megszakítás
- Csipre Integrált hibakereső rendszer (on-chip debugger)
- CPU teljesítmény: max. kb. 10 MIPS

A szakasz forrása:

## Utasításkészlet, programozás
A Z8 Encore! utasításkészlete összeegyeztethető a Z8 utasításkészletével, de tartalmaz néhány hasznos kiterjesztést, amely megkönnyíti a magas szintű programozási nyelvek használatát. A Zilog által biztosított fejlesztői környezet lehetővé teszi a csip ANSI C nyelven történő programozását.
A Z8 Encore! csipek mind rendelkeznek a hibakeresést egyetlen kivezetésen keresztül biztosító interfésszel (single pin debugging interface).

## Fordítás
Ez a szócikk részben vagy egészben  a   Zilog Z8 Encore! című olasz Wikipédia-szócikk ezen változatának fordításán alapul.  Az eredeti cikk szerkesztőit annak laptörténete sorolja fel. Ez a jelzés csupán a megfogalmazás eredetét és a szerzői jogokat jelzi, nem szolgál a cikkben szereplő információk forrásmegjelöléseként. 